# Juwanna Mann
Juwanna Mann – amerykańska komedia z 2002 roku w reżyserii Jessego Vaughana. Wyprodukowana przez Warner Bros.

## Fabuła
Wyrzucony z drużyny za awantury utalentowany koszykarz Jamal Jefferies (Miguel A. Núñez Jr.) przebiera się za dziewczynę. Jako Juwanna Mann zostaje przyjęty do ligi żeńskiej, której kapitanem jest atrakcyjna Michelle (Vivica A. Fox). Jamal świetnie sobie radzi na boisku. Dużo gorzej idzie mu w szatni i pod prysznicem.

## Obsada
- Miguel A. Núñez Jr. jako Jamal Jefferies/Juwanna Mann
- Vivica A. Fox jako Michelle Langford
- Kevin Pollak jako Lorne Daniels
- Ginuwine jako Romeo
- Tommy Davidson jako Puff Smokey Smoke
- J. Don Ferguson jako UBA arbiter
- Jenifer Lewis jako ciotka Ruby
- Kim Wayans jako Latisha Jansen
- Lil' Kim jako Tina Parker
- Rasheed Wallace jako on sam
- Vlade Divac jako on sam

i inni